# Steinnuss

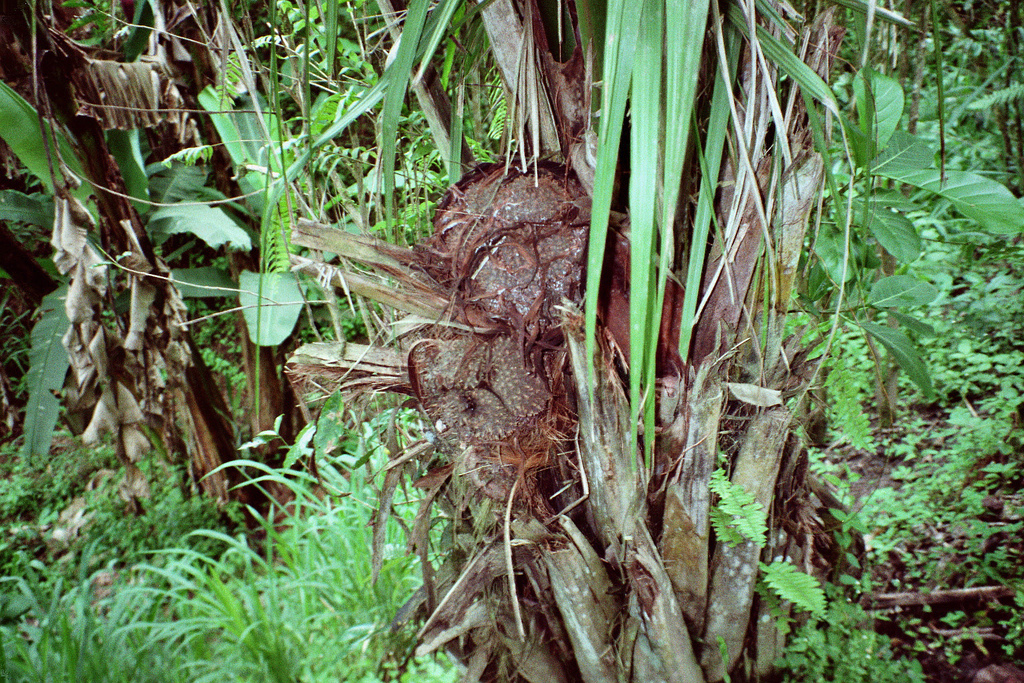
Fruchtstand der Steinnuss

Die Steinnuss, auch Taguanuss oder Corozonuss genannt, ist der Samen bzw. das Endosperm von Palmen, die zur altertümlichen Gattung der Steinnusspalmen (Phytelephas) gehören. Sie stammen von Phytelephas macrocarpa (Syn.: Phytelephas schottii) oder Phytelephas aequatorialis.

## Verbreitung
Die 5 bis 15 Meter hohen Steinnusspalmen wachsen vor allem in Ecuador, daneben auch in Panama, Kolumbien, Brasilien und Peru. Sie bevorzugen feuchte Standorte und sind bis in eine Höhe von 1800 Meter anzutreffen.

## Blätter
Die bis zu 6 Meter langen und 1 Meter breiten, fiederspaltigen Blätter eignen sich gut zur Abdeckung von Hütten. Aus den Fasern der Blätter lassen sich Schnüre und Besen herstellen.

## Nüsse

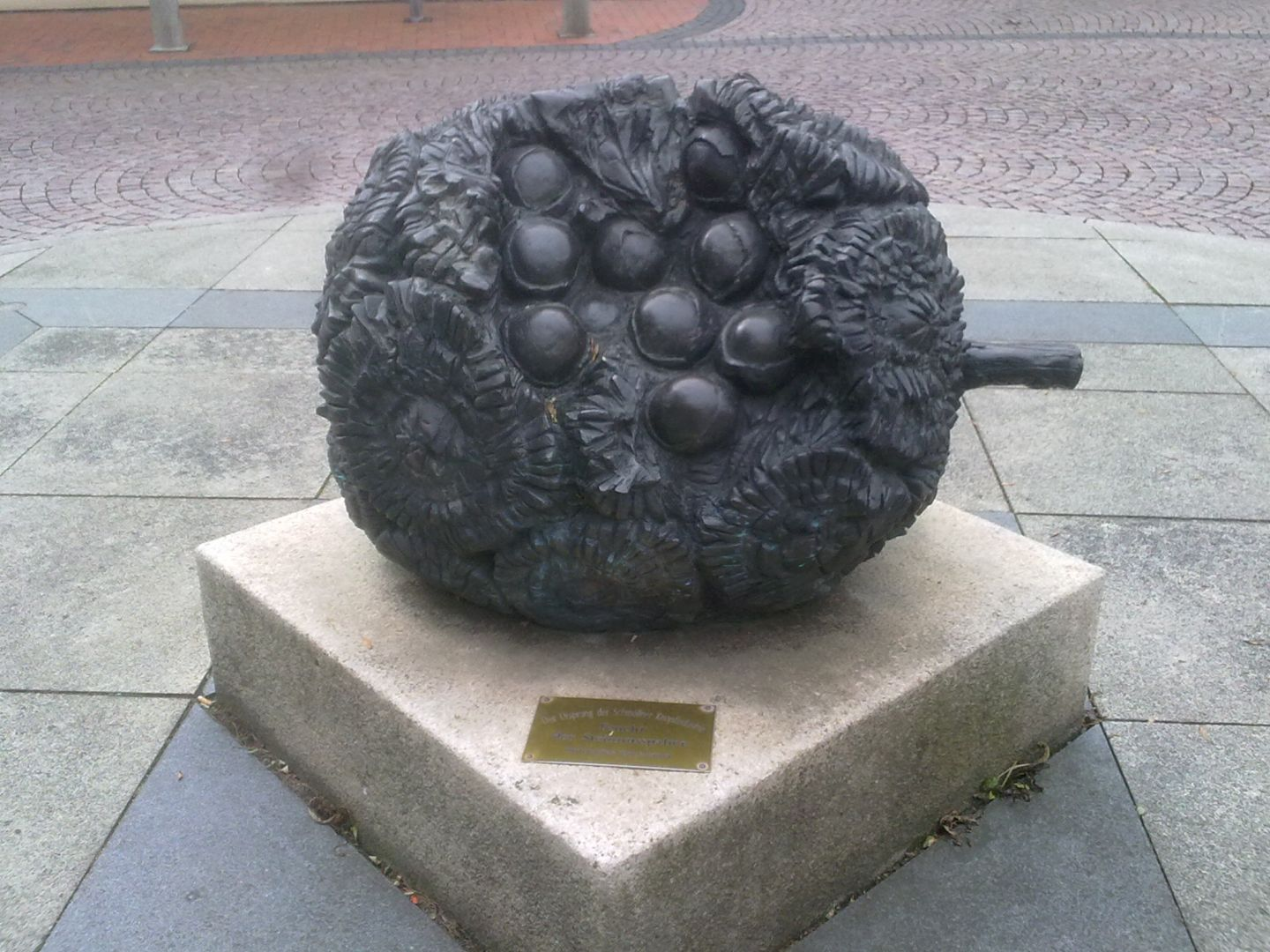
Steinnuss-Plastik vor dem Knopfmuseum in Schmölln

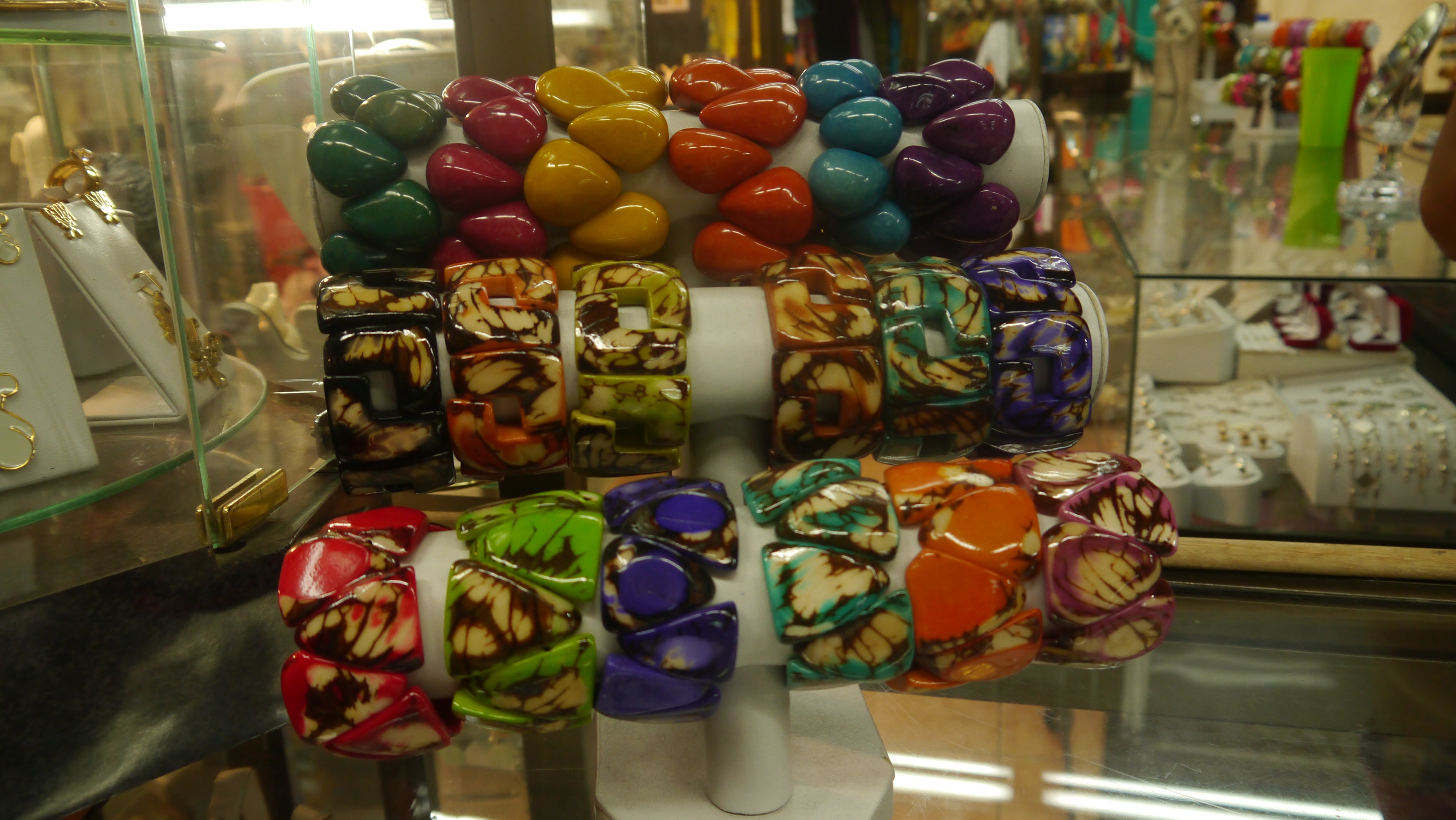
Armbänder aus Taguanüssen

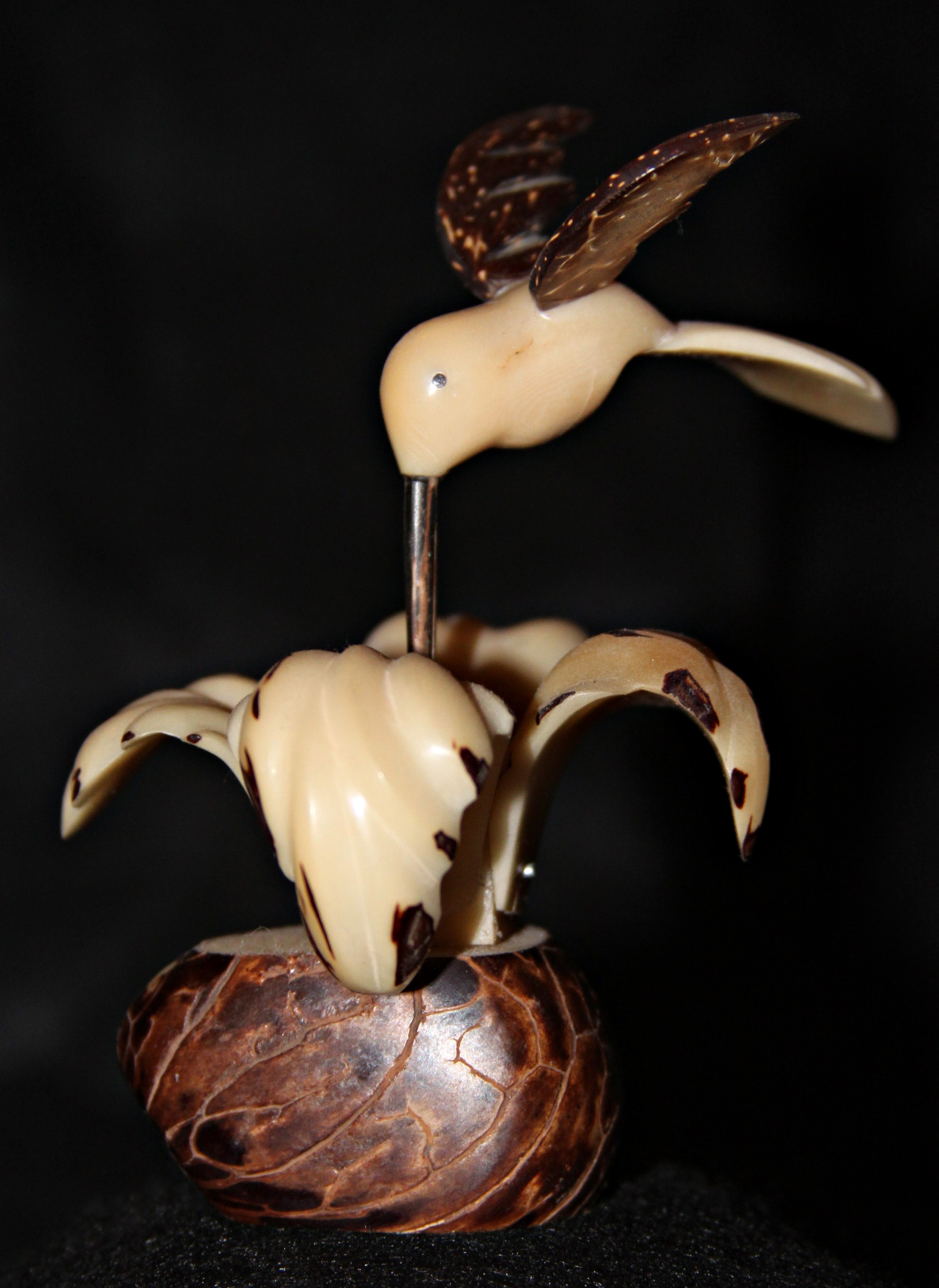
Kunsthandwerk aus Ecuador

Der Blütenstand der selteneren männlichen Pflanze ist ein einfacher, fleischiger Kolben mit dicht gedrängt stehenden Blüten, welche bei vollständiger Entfaltung einen betäubenden Geruch durch den Wald verbreiten können. Die weiblichen Pflanzen produzieren jährlich etwa 20 kopfgroße, krustige, holzige und bedornte Fruchtballen, die direkt am Palmstamm hängen und wegen ihrer Härte nur mit der Axt oder Machete geerntet werden. Sie sind in Kammern gegliedert und enthalten, in Fruchtfleisch eingebettet, jeweils mehrere Dutzend Samen (Nüsse) bis zur Größe eines Hühnereis.
Nach der Ernte sind die „Nüsse“ noch weich und enthalten eine weinsäuerliche, trinkbare Flüssigkeit. Die zur Verarbeitung ausgewählten Nüsse werden mehrere Monate an der Sonne getrocknet. Dabei werden sie allmählich fester, bis sie schließlich – und das ist das Besondere an der Steinnuss – durch und durch die Härte von Knochen erlangen. Unter einer braunschwarzen Außenhaut erscheint nun ein elfenbeinfarbenes Material (Endosperm), das sich sägen, fräsen, drechseln, schnitzen, polieren und auch einfärben lässt. Es blättert nicht und ist erstaunlich unempfindlich gegenüber Stoß und Abrieb. Wird es längere Zeit dem Sonnenlicht ausgesetzt, so dunkelt es nach. Durch Erhitzung im Feuer kann der Oberfläche gezielt ein hellbrauner Farbton gegeben werden, in dem eine marmorierte Struktur sichtbar wird.
Die einheimische Bevölkerung in den Verbreitungsgebieten der Tagua-Palme kannte die nützlichen Steinnüsse schon seit vielen Generationen und fertigte allerlei Gegenstände wie Schmuck, Kämme, Zahnstocher oder Sägen daraus an. Durch den Seehandel wurden Steinnüsse dann in Europa, aber auch in fernöstlichen Ländern bekannt. Verschiedene Arten und Qualitäten wurden unterschieden und nach ihren Verschiffungshäfen benannt (z. B. „Cartagena“, „Gujaquil“, „Kleine Savanilla“).
Aufgrund ihres günstigen Preises wurden Taguanüsse als billiger Ersatz für das wesentlich teurere Elfenbein genutzt. So wurden Knäufe, Schachfiguren, Spielwürfel, Pfeifenköpfe, Knöpfe, Figuren, Spielzeug und vieles mehr daraus hergestellt. Bekannt sind auch japanische Miniaturschnitzereien (Netsuke) aus diesem Material.
Die Firma Jacob Frank in Linden produzierte Ende des 19. Jahrhunderts mit rund 150 Mitarbeitern Knöpfe aus Steinnuss. In den 1920er Jahren erreichte die kommerzielle Nutzung ihren Höhepunkt, als sie tonnenweise zu Knöpfen verarbeitet wurde. Nach dem Zweiten Weltkrieg war die Produktion rückläufig, da die Taguanuss bei der Herstellung von Knöpfen durch Kunststoffe ersetzt wurde. Dies änderte sich erst wieder in den 1970er Jahren im Zuge der ökologischen Bewegung, als internationale Organisationen die Taguanuss als Elfenbeinersatz wiederentdeckten, um die durch den Handel mit Elfenbein von der Ausrottung bedrohten Elefanten zu retten. Die indigene Bevölkerung wurde zum Anpflanzen von Taguapalmen angehalten und zur künstlerischen Weiterverarbeitung angeregt. Aber auch Knöpfe aus Steinnuss gibt es aus ökologischen Beweggründen wieder verstärkt, da diese keinen Kunststoffabfall produzieren, sondern biologisch abbaubar sind.
Zermahlene Steinnüsse werden auch in der Kosmetik als Peelingmaterial verwendet.